# Пет Дюпре
Пет Дюпре (англ. Pat DuPré; нар. 16 вересня 1954) — колишній американський тенісист.
Найвищу одиночну позицію світового рейтингу — 12 місце досяг 9 червня 1980, парну — 30 місце — 3 березня 1980 року.
Здобув 1 одиночний та 4 парні титули.
Найвищим досягненням на турнірах Великого шолома був півфінал в одиночному розряді.
Завершив кар'єру 1984 року.

## Фінали за кар'єру

### Одиночний розряд: 10 (1–9)
| Результат | W/L | Дата     | Турнір                   | Покриття  | Суперник        | Рахунок            |
| --------- | --- | -------- | ------------------------ | --------- | --------------- | ------------------ |
| Поразка   | 0–1 | Лют 1978 | Мехіко, Мексика          | Килим (i) | Рауль Рамірес   | 4–6, 1–6           |
| Поразка   | 0–2 | Тра 1978 | Tulsa, US                | Тверде    | Едді Діббс      | 7–6, 2–6, 5–7      |
| Поразка   | 0–3 | Жов 1978 | Токіо, Японія            | Ґрунт     | Адріано Панатта | 3–6, 3–6           |
| Поразка   | 0–4 | Лис 1978 | Гонконг, Велика Британія | Тверде    | Еліот Телчер    | 4–6, 3–6, 2–6      |
| Перемога  | 1–4 | Лис 1982 | Гонконг, Велика Британія | Тверде    | Морріс Строуд   | 6–3, 6–3           |
| Поразка   | 1–5 | Сер 1979 | Lafayette, US            | Килим (i) | Марті Ріссен    | 4–6, 7–5, 2–6      |
| Поразка   | 1–6 | Жов 1979 | Токіо, Японія            | Ґрунт     | Террі Мур       | 6–3, 6–7, 2–6      |
| Поразка   | 1–7 | Лис 1979 | Гонконг, Велика Британія | Тверде    | Джиммі Коннорс  | 5–7, 3–6, 1–6      |
| Поразка   | 1–8 | Лис 1979 | Тайбей, Тайвань          | Килим (i) | Боб Лутц        | 3–6, 4–6, 6–2, 3–6 |
| Поразка   | 1–9 | Лис 1981 | Тайбей, Тайвань          | Килим (i) | Роберт Вант Гоф | 5–7, 2–6           |

### Парний розряд 9 (4–5)
| Результат | W/L | Дата     | Турнір                          | Покриття  | Партнер          | Суперники                    | Рахунок        |
| --------- | --- | -------- | ------------------------------- | --------- | ---------------- | ---------------------------- | -------------- |
| Поразка   | 0–1 | Бер 1977 | Каїр, Єгипет                    | Ґрунт     | Кріс Льюїс       | Джон Бартлетт Джон Маркс     | 5–7, 1–6, 3–6  |
| Перемога  | 1–1 | Лис 1977 | Тайбей, Тайвань                 | Тверде    | Кріс Ділейні     | Стів Дочерті Том Гормен      | 7–6, 7–6       |
| Поразка   | 1–2 | Лис 1978 | Токіо Indoor, Японія            | Килим (i) | Том Гормен       | Росс Кейс Джефф Мастерз      | 3–6, 4–6       |
| Поразка   | 1–3 | Чер 1979 | Сербітон, Велика Британія       | Трава     | Марті Ріссен     | Тім Галліксон Том Галліксон  | 3–6, 7–6, 6–8  |
| Перемога  | 2–3 | Жов 1979 | Токіо, Японія                   | Ґрунт     | Колін Діблі      | Род Фролі Франсіско Гонсалес | 3–6, 6–1, 6–1  |
| Поразка   | 2–4 | Жов 1979 | Сідней, Австралія               | Тверде    | Віджай Амрітрадж | Франсіско Гонсалес Род Фролі | без гри        |
| Перемога  | 3–4 | Лис 1979 | Гонконг                         | Тверде    | Боб Лутц         | Стів Дентон Марк Терпін      | 6–3, 6–4       |
| Поразка   | 3–5 | Лис 1979 | Тайбей, Тайвань                 | Килим (i) | Боб Лутц         | Марк Едмондсон Джон Маркс    | 1–6, 6–3, 4–6  |
| Перемога  | 4–5 | Чер 1981 | Лондон/Queen's, Велика Британія | Трава     | Браян Тічер      | Кевін Каррен Стів Дентон     | 3–6, 7–6, 11–9 |